# L'Étoile (discothèque)
Pour les articles homonymes, voir Étoile (homonymie).
L’Arc, anciennement L’Étoile, est le nom d’une célèbre discothèque parisienne.

## Histoire
Anciennement dirigée par Tony Gomez, elle a appartenu à Gérard Louvin jusqu'en décembre 2012, puis est vendue à Benjamin Patou, le fondateur de Moma Group. Elle est située dans un hôtel particulier, au 12 rue de Presbourg, dans le 16e arrondissement, avec une vue sur la place de l’Étoile et l’Arc de triomphe.
Le 21 février 2013, un incendie d'origine vraisemblablement criminelle ravage les lieux, les rendant désaffectés pendant plusieurs mois. L'Arc est cambriolé la semaine suivante,.
Le 3 octobre 2014, la discothèque l'Arc rouvre ses portes[réf. nécessaire].
À la suite d'un testing organisé par SOS Racisme en 2024, le club - tout comme l’aQuarium - est accusé de pratiquer des tarifs d'entrée différents selon l'origine et la couleur de peau des clients, jusqu'à 10 fois supérieurs pour les personnes noires ou d'origine maghrébines.